# جوني موس
جوني موس (بالإنجليزية: Johnny Moss)‏ (16 ديسمبر 1907 - 14 مايو 1995) لاعب بوكر محترف أمريكي ويعتبر أول فائز في بطولة البوكر.

## روابط خارجية
- جوني موس